# Jules et les Filles
Jules et les Filles était une émission de télévision française diffusée sur France 3 du 29 août au 30 septembre 2005 et présentée par Valérie Bénaïm.

## Diffusion
Après C'est mon choix (1999-2004) présentée par Évelyne Thomas et J'y vais... j'y vais pas ? (2004) présentée en direct par Valérie Bénaïm, cette dernière revient avec un nouveau talk-show dans la case horaire du début d'après-midi de France 3 à 13h50.

## Principe
Valérie Bénaïm et ses copines, Genie Godula, Élisa Tordjmann et Stéphanie Pillonca, abordaient tous les thèmes, des plus sérieux aux plus coquins.

## Sujets abordés
- Couple avec différence d'âge
- Je m'investis dans une association
- Les premières fois
- Je déteste le sport, les sportifs et les supporters
- La nouvelle Ève

## Commentaires et échec
- France 3 lance fin août 2005 un nouveau talk-show, afin de retrouver les fortes audiences à cette case horaire qu'avait enregistré Évelyne Thomas et son émission C'est mon choix pendant 5 années, malgré l'échec de J'y vais... j'y vais pas ? lancée à la rentrée 2004. Elle confie cette émission de nouveau à Valérie Bénaïm.

- Le 16 septembre 2005, par suite d'une audience trop faible, la nouvelle directrice générale de France 3 Geneviève Giard annonce que l'émission Jules et les filles sera supprimée avant la fin du mois. L'audience était en effet de moitié inférieure à celle de J'y vais... j'y vais pas ?, qui elle était déjà moitié inférieure à C'est mon choix.

- À la suite de cet échec, France 3 abandonne les talk-show à cette case horaire et décide de diffuser en intérim des documentaires animaliers puis les Histoires extraordinaires de Pierre Bellemare, véritables best-sellers en librairie. La chaîne confie ensuite cette case horaire à Christophe Begert avec la complicité de Vanessa Dolmen pour présenter le divertissement Pour le plaisir à partir du 27 février 2006.